# Saint Andrew's Church of Scotland

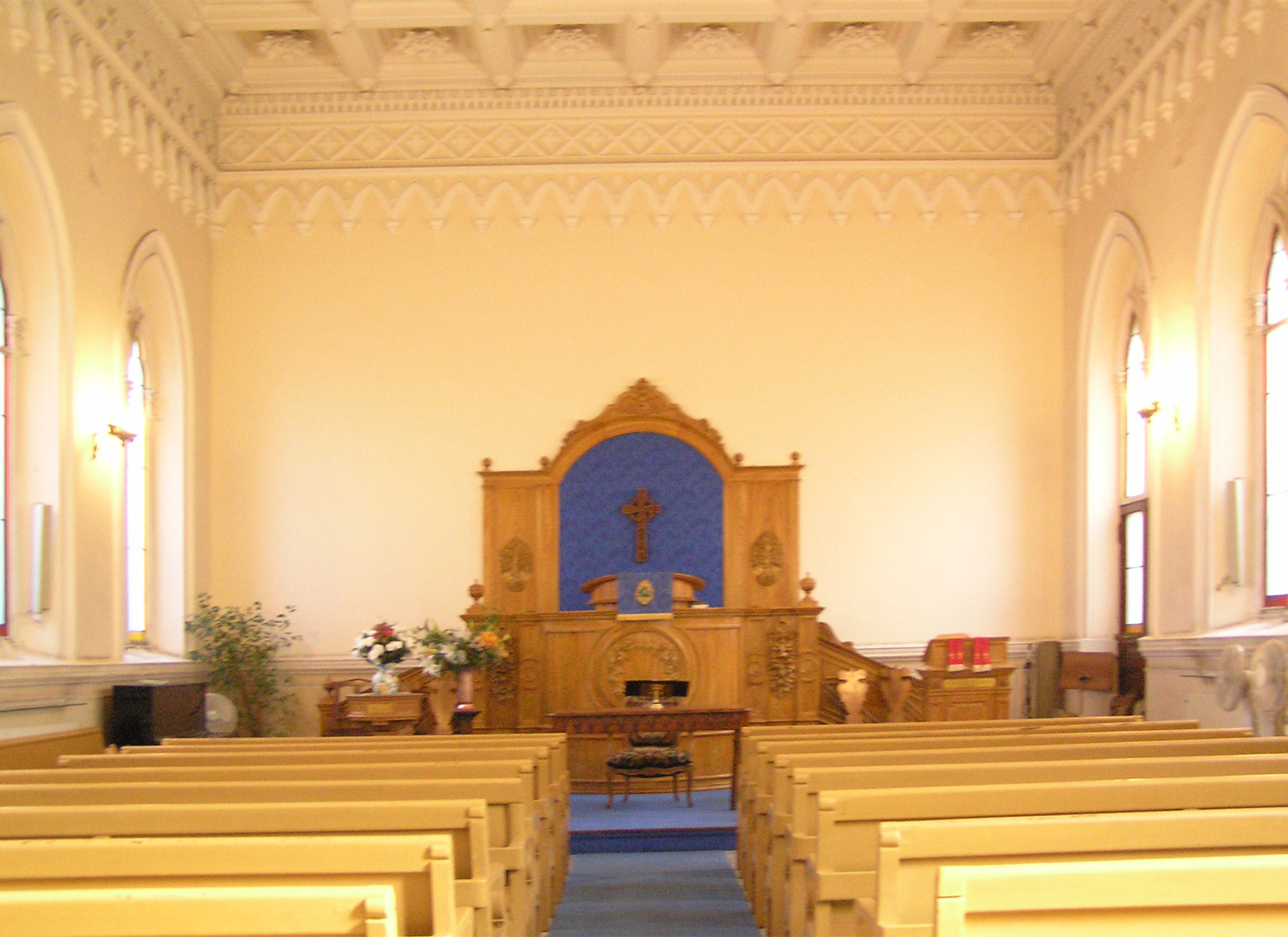
Interno

St. Andrew's Church of Scotland è una chiesa presbiteriana di Roma (situata in via XX Settembre 7; culto ogni domenica alle ore 11), parte della Chiesa di Scozia.
Questa chiesa è stata costruita fra il 1880 ed il 1885. Prima del 1885, la Chiesa di Scozia si trovava fuori delle mura della città, non lontano da Piazza del Popolo e vicino alla Via Flaminia. All'interno della chiesa è possibile vedere una targa di marmo in ricordo del dottor Gordon Gray, il pastore che ha acquistato l'area per la chiesa e ne ha seguito la costruzione.
L'interno della chiesa è molto semplice: non ci sono dipinti né sculture, come in qualsiasi altro luogo di culto calvinista. Il pulpito si trova davanti in posizione centrale, perché la Chiesa di Scozia crede che la parola di Dio sia centrale nella fede.
Il pulpito è di legno, e su di esso c'è il simbolo della Chiesa di Scozia, il "roveto ardente", di cui si legge nel libro dell'Esodo. Si può vedere questo simbolo anche sopra il portone principale, attraverso il quale si entra nella chiesa.
Dietro il pulpito c'è una piccola croce di legno, intagliata in stile celtico da un architetto scozzese, morto prima di terminare l'opera. La sua famiglia l'ha donata alla Chiesa in suo ricordo.
Davanti al pulpito si trova il tavolo della Comunione. Nella Chiesa di Scozia si parla di tavolo della Comunione invece che di altare in quanto si crede che la comunione sia un sacramento e non un sacrificio.
Elizabeth Bowes-Lyon, madre della regina Elisabetta II del Regno Unito, prese parte alla consacrazione del fonte battesimale e del leggio che si trovano ai lati del tavolo della Comunione. Essi sono un dono in ricordo dei reggimenti scozzesi che hanno combattuto in Italia e in Sicilia durante la Seconda guerra mondiale. Se si guarda attentamente si possono vedere su di essi le decorazioni di questi reggimenti. Alla destra dell'ingresso un'altra targa di marmo onora la memoria dei soldati caduti in quella campagna.